# Gibson Marine Provincial Park
Der Gibson Marine Provincial Park (auch Gibson Marine Park) ist ein etwa 2232 Hektar (ha) großer Provincial Park im Südwesten der kanadischen Provinz British Columbia, vor der Westküste von Vancouver Island.
Der Park ist Teil des Clayoquot Sound Biosphere Reserve, einem von der UNESCO anerkannten Biosphärenreservat.
Bei dem Park handelt es sich um einen sogenannten backcountry park. Diese Parks haben üblicherweise keine direkte Anbindung an eine offizielle Straße. Auf Grund der fehlenden Infrastruktur ist in diesem Park das „Wilderness Camping“ erlaubt.

## Anlage
Der Park liegt nördlich von Tofino, im Alberni-Clayoquot Regional District, im Süden auf Flores Island. Obwohl der Park das Marine im Namen tragt gehören zum Park keine ausgedehnten Wasserflächen, nur ein See im Park sowie ein schmaler Küstenstreifen im Norden und Süden des Parks. Der Park liegt auf einer Halbinsel und grenzt im Norden an das Matilda Inlet und im Süden an den Russell Channel, welche beide zum Clayoquot Sound gehören. Die Gewässer vor der Südküste des Parks, im Russell Channel, gehören jedoch zum Flores Island Provincial Park.
Bei dem Provinzpark handelt es sich um ein Schutzgebiet der IUCN-Kategorie II (Nationalpark).

## Geschichte
Der Park wurde am 30. November 1967 als Provincial Park in British Columbia eingerichtet und war damit einer der erste Marine Park in der Provinz.
Am 13. Juli 1995 wurden in der Umgebung zahlreiche Schutzgebiete eingerichtet. Bei den eingerichteten Parks gehören, neben anderen Parks, auch der nahegelegene Flores Island Provincial Park, der Sulphur Passage Provincial Park, der Sydney Inlet Provincial Park, der Epper Passage Provincial Park oder der Vargas Island Provincial Park. Die Einrichtung dieser Parks war, als Folge der Unruhen in den 1980er-Jahren sowie den frühen 1990er-Jahren, welche sich gegen die Kahlschlagpolitik der Forstindustrie richteten, das Ergebnis der „Clayoquot Sound Land Use Decision“.
Wie jedoch bei fast allen Provinzparks in British Columbia gilt auch für diesen, dass die Gegend, lange bevor sie von europäischen Einwanderern besiedelt oder sie Teil eines Parks wurde, in diesem Fall Jagd- und Siedlungsgebiet verschiedener Gruppen der First Nations, hier der Ahousaht, war. Der Park ist reich an Stätten der First Nations und Stätten aus der Zeit vor und nach dem Kontakt mit den Europäern, besonders im Bereich der heißen Thermalquellen finden sich verschiedene Belege dafür. Die Ahousaht haben auch heute noch östlich (MARKTOSIS No. 15) und westlich (KUTCOUS POINT No. 33) des Parks noch zwei ihrer Reservate.

## Flora und Fauna
Mit dem Biogeoclimatic Ecological Classification (BEC) Zoning System wird das Ökosystem von British Columbia in verschiedene biogeoklimatische Zonen eingeteilt. Biogeoklimatische Zonen zeichnen sich durch ein grundsätzlich identisches oder sehr ähnliches Klima sowie gleiche oder sehr ähnliche biologische und geologische Voraussetzungen aus. Daraus resultiert in den jeweiligen Zonen dann grundsätzlich auch ein sehr ähnlicher Bestand an Pflanzen und Tieren. Innerhalb dieser Systematik wird der Park der Coastal Western Hemlock Zone zugeordnet.